# John Halas

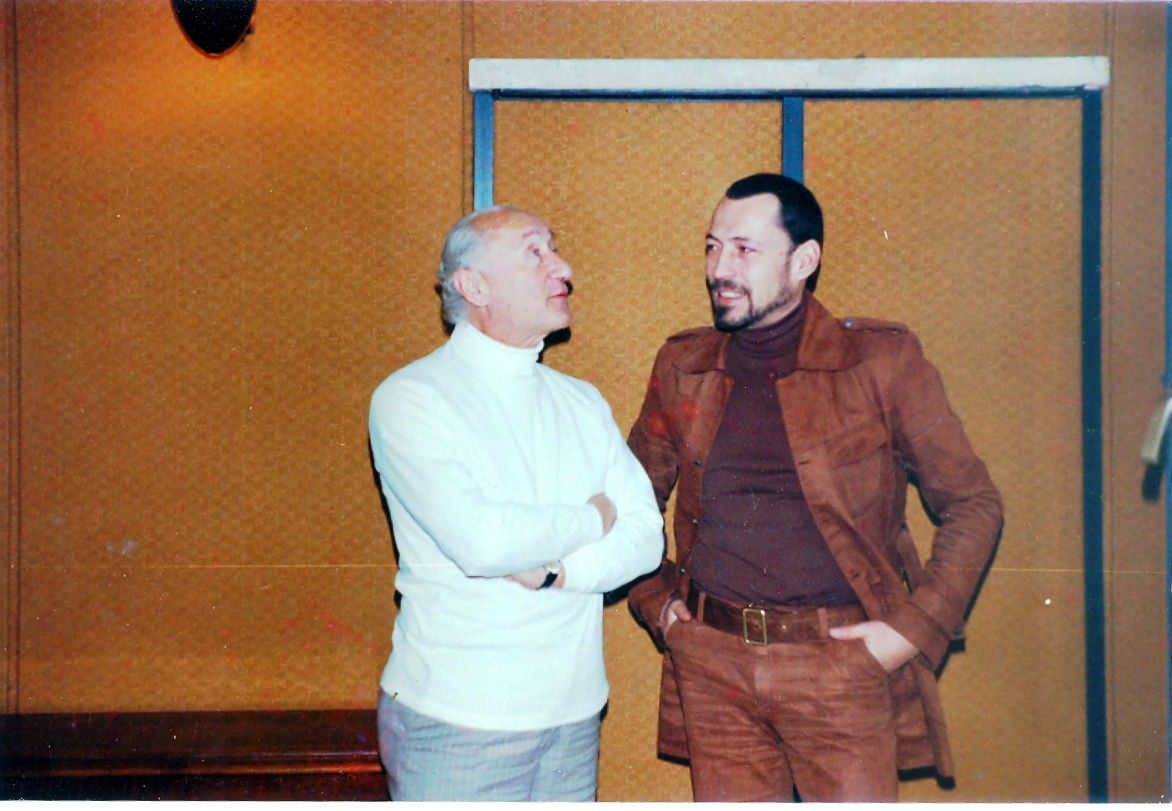
John Haas (links) mit Ranko Munitic

John Halas (* 16. April 1912 in Budapest, Österreich-Ungarn; † 20. oder 21. Januar 1995 in London, Vereinigtes Königreich) war ein britischer Trickfilmzeichner ungarischer Herkunft.
János Halász wurde als siebter Sohn eines katholischen Vaters und einer jüdischen Mutter geboren. Der Vater des Comiczeichners Paul Halas konnte auf eine Ausbildung in Budapest und an der Pariser Akademie der Schönen Künste zurückgreifen. Er war Schüler des Experten für Spezialeffekte und Regisseurs George Pal. Zunächst gründete er 1932 gemeinsam mit Gyula Macskássy ein Filmstudio, dem aber der wirtschaftliche Erfolg versagt blieb. Gemeinsam mit seiner Frau Joy Batchelor († 1991), die er nach seinem 1936 erfolgten Umzug nach London kennenlernte, leitete er Großbritanniens größtes, 1940 gegründetes Trickfilm-Studio Halas and Batchelor Animation Ltd. und war für rund 2000 Trickfilm-Produktionen verantwortlich. Halas war unter anderem Zeichner des Trickfilms Die Farm der Tiere (Originaltitel Animal Farm) aus dem Jahre 1954. Seine Filmfirma produzierte zudem 1982 den ersten volldigitalen Trickfilm namens Dilemma. Weitere erfolgreiche Werke waren der 1952 gedrehte Film Die Eule und das Kätzchen (The Owl and the Pussycat) und der Film Autobahn aus dem Jahre 1979. Für das ZDF produzierte er Wilhelm Busch – Die Trickfilm-Parade: Max und Moritz und andere Streiche (1978), die von Heinz Rühmann und Theo Lingen kommentiert wurde. Halas trat auch als Buchautor in Erscheinung. Aus seiner Feder stammen beispielsweise die Werke The Technique of Film Animation (1959), Computer Animation (1974) und Graphics in Motion (1981).
1972 erhielt er von Königin Elisabeth II. aufgrund seiner Verdienste um die britische Filmindustrie einen hohen Orden. Als Präsident der Association internationale du film d’animation (Asifa), deren Gründungsmitglied er war, leitete er ab 1975 zehn Jahre lang die Geschicke des Verbandes und stand diesem schließlich von 1985 bis 1995 als Ehrenpräsident vor. Von 1980 bis 1995 hatte er überdies den Vorsitz der British Federation of Film Societies (BFFS) inne. Auch als Berater der Vereinten Nationen war er tätig. Halas starb im Alter von 82 Jahren je nach Quellenlage am 20. oder 21. Januar 1995.